# Horní Újezd, Přerov
Horní Újezd là một làng thuộc huyện Přerov, vùng Olomoucký, Cộng hòa Séc.